# 福井県道199号大滝定友線
福井県道199号大滝定友線（ふくいけんどう199ごう おおたきさだともせん）は福井県越前市内の主要地方道と集落を結ぶ一般県道である。

## 路線概要
大滝町の集落と福井県道2号武生美山線を結ぶ役割を担っている県道である。この周辺は住宅街であり、越前市内を網の目状に走る県道の一本である。起点附近には大滝神社があり、参拝客が多いこの神社と主要地方道とを結ぶ役割も担っている道路でもある。

### 路線データ
- 起点：福井県越前市大滝町
- 終点：同市定友町

## 道路状況
起点附近は狭路だが、大滝神社の鳥居を境に中央線が現れ終点まで狭い片側一車線の道が続く。あまり通行量は多くないが、神社で祭などが行われる際は非常に混雑するであろうことが予想される道である。日常的に渋滞するような道ではないが地域住民の重要な生活道路となっているため、路上駐車などもあいまってかなり通行しにくい道となっている。通行の際は地域住民の邪魔にならないように通行しなければならない道である。

## 接続道路
- 福井県道2号武生美山線
- 福井県道200号岩本粟田部線

## 沿線
- 大滝神社